# Beilschmiedia versicolor
Beilschmiedia versicolor är en lagerväxtart som beskrevs av André Joseph Guillaume Henri Kostermans. Beilschmiedia versicolor ingår i släktet Beilschmiedia och familjen lagerväxter. Inga underarter finns listade i Catalogue of Life.